# Basis-Fitness-Test
Der Basis-Fitness-Test (BFT) ist in der Bundeswehr ein evaluiertes leistungsdiagnostisches Testverfahren, mit dem unter standardisierten Bedingungen die individuelle Leistungsfähigkeit („Fitness“) erfasst wird und über ein Punktesystem eine alters-, geschlechts- und statusunabhängige Leistungsbewertung möglich ist.

## BFT-Konzeption und Potential
Der BFT ist ein valider und einfach durchzuführender Fitnesstest und wurde am 1. Januar 2010 in die Bundeswehr eingeführt. Einmal jährlich sollen grundsätzlich jede Soldatin und jeder Soldat den aus den drei Einzeldisziplinen „11 x 10m-Sprinttest“, „Klimmhang“ und „1000-m-Lauf“ bestehenden Test absolvieren.
Der BFT wurde im Rahmen zivil-militärischer Verbundforschung unter der Leitung des Leistungsphysiologen Dieter Leyk durch die ehemalige Ressortforschungsabteilung „Wehrergonomie und Leistungsphysiologie“, jetzt Abteilung A „Gesundheits- und Leistungsförderung“ des Instituts für Präventivmedizin der Bundeswehr und die Forschungsgruppe „Leistungsepidemiologie“ der Deutschen Sporthochschule Köln entwickelt und evaluiert.
Körperliche Leistungsfähigkeit ist ein Indikator und Prognosefaktor für Gesundheit. Bei der BFT-Konzeption war es deshalb Ziel, ein valides und effizientes Testverfahren aufzubauen und den BFT auch als ein Instrument zur Leistungs- und Gesundheitsförderung in der Bundeswehr einsetzen zu können. Daher wurde mit dem BFT ein datenbankgebundenes wissenschaftliches Dokumentationssystem entwickelt, mit dem u. a. gesundheitlich relevante Daten (z. B. Körpergewicht, Bauchumfang, Körperfettanteil) gespeichert werden können. Diese könnten zu quer- und längsschnittlich angelegten epidemiologischen Analysen verwendet und in der Bundeswehr im Rahmen von Ausbildung, Training und betrieblicher Gesundheitsförderung genutzt werden.
Der BFT ist so konzipiert, dass Änderungen und Erweiterungen (z. B. Einsatz von anderen sportmotorischen Tests und Messverfahren) grundsätzlich möglich sind.

## Testaufgaben und BFT-Durchführung
Nach wissenschaftlichen und anwendungsbezogenen Kriterien wurden drei einfache und exakt durchführbare Leistungstests (Klimmhang, 11 × 10-m-Sprinttest, 1000-m-Lauf) ausgewählt, die zeitökonomisch und ohne größeren apparativen Aufwand die Überprüfung relevanter soldatischen Tätigkeiten ermöglichen: Halten und Tragen, schnelle Fortbewegung mit Körperlagewechseln und Ausdauer.
Die Aufgaben sind in der oben genannten Reihenfolge innerhalb von 90 Minuten zu absolvieren. Um den BFT zu bestehen, ist das Erfüllen von Mindestleistungen erforderlich: Diese betragen im Sprinttest 60 s, im Klimmhang 5 s und im 1000-m-Lauf 390 s und gelten für jede Soldatin und jeden Soldaten.
Im Rahmen der Bewerberannahmeverfahren wird anstelle des 1000-m-Laufs eine Fahrradergometrie (s. u.) durchgeführt.

### 11 × 10-m-Sprinttest

#### Aufgabe
Die Testperson startet aus der Bauchlage (der Kopf ist in Laufrichtung ausgerichtet) und umläuft so schnell wie möglich eine in 10 m Entfernung aufgestellte Pylone. Sobald sie wieder am Startpunkt angelangt ist, legt sie sich erneut kurzzeitig auf den Bauch, klatscht die Hände hinter dem Rücken zusammen, springt wieder auf und sprintet die nächste Runde. Ziel ist es, schnellstmöglich fünfeinhalb Runden zu laufen.

#### Testbeschreibung
Zum Testbeginn liegt die Testperson in Bauchlage auf einer Gymnastikmatte. Beim Übungsfeld für den Sprinttest liegen auf der einen Seite zwei Gymnastikmatten. Die Matten sind so angeordnet, dass sie nicht wegrutschen können, wenn die Testperson lossprintet. Neben der vorderen Matte steht beidseitig je eine Pylone. Auf der anderen Seite vom Übungsfeld ist eine dritte Pylone aufgestellt. Sie markiert das Ende der zehn Meter langen Sprintstrecke und dient gleichzeitig als Wendepylone. Die Arme sind seitlich neben dem Körper abgelegt, die Beine sind ausgestreckt und berühren die Matte. Auf das Kommando „FERTIG – LOS“ steht die Testperson schnellstmöglich auf, läuft geradeaus von der Matte los, sprintet schnellstmöglich zur Wendepylone, umrundet diese und kehrt wieder zur Matte zurück, wobei eine der Markierungspylonen auf der Außenseite umlaufen werden muss. Anschließend ist erneut die Bauchlage einzunehmen und die Hände sind einmal hinter dem Rücken zusammen zu klatschen. Unmittelbar danach folgt die nächste Sprintrunde.
Testablauf
Die Testperson muss nach den zuvor beschriebenen Kriterien fünfeinhalb Runden absolvieren, d. h. sechs Mal von der Matte aufstehen, um die Pylone sprinten und sich wieder hinlegen. Nach dem sechsten Aufstehen ist nur noch der einfache Weg zur Pylone zu laufen. Bei Erreichen des Wendepunktes wird die Zeit gestoppt. Die benötigte Zeit wird in Sekunden und Zehntelsekunden eingetragen.

### Klimmhang

#### Aufgabe
Die Testperson verharrt so lange wie möglich in der Endposition eines Klimmzuges. Als Bewertungskriterium gilt die Zeit, in der die Testperson diese Position aufrechterhalten konnte.

#### Testbeschreibung
Zur Einnahme der Startposition steht die Testperson zunächst auf einem kleinen Kasten und greift im Kammgriff (Handrücken zeigt vom Körper weg) an die vor ihr befindliche Reckstange. Dabei soll die Griffweite der Hände (bezogen auf die Handmitte) etwa der Schulterbreite entsprechen. In dieser Anfangsposition befinden sich die Schultern ungefähr auf gleicher Höhe mit der Reckstange. Die Unterarme sind möglichst weit in Richtung Oberarme gebeugt. Der Start erfolgt unmittelbar nach Aufforderung durch den Testleiter. Hierzu verlässt die Testperson den Sprungkasten und verharrt in der Endposition eines Klimmhangs (Ellenbogengelenk maximal gebeugt, Schultern auf Höhe der Reckstange).
Bevor die Testperson ihre Startposition einnimmt, wird die korrekte Griffweise sowie die Griffweite vom Testleiter überprüft und ggf. korrigiert. Die Zeitnahme beginnt, sobald die Füße den Kontakt zum Sprungkasten verloren haben. Sie endet, wenn diese Ausgangsposition soweit verlassen wurde, dass das Kinn unter die Reckstange sinkt. Die erreichte Zeit wird in Sekunden und Zehntelsekunden eingetragen.

### 1000-Meter-Lauf

#### Aufgabe
Die Testperson absolviert die vorgegebene Strecke so schnell wie möglich.

#### Testbeschreibung
Der 1000-m-Lauf ist vorzugsweise auf einer 400-m-Bahn durchzuführen. Die Testperson startet an der 200-m-Markierung, sodass ab Zielstrich noch zwei vollständige Runden zu absolvieren sind. Die Zeit wird beim Zieldurchlauf von dem Testleiter bzw. der Testleiterin sekundengenau notiert.

### 3000 Meter Fahrradergometer
Die Testperson muss mittels eines computergestützten Fahrradergometers eine Strecke von 3000 m in maximal 6 Minuten und 30 Sekunden schaffen. Dabei kann die Leistung durch die Testperson beliebig eingestellt werden. Die einzige Rahmenbedingung ist, dass mindestens 30 Umdrehungen pro Minute getreten werden müssen. Je höher die Leistung eingestellt wird, desto schneller hat die Testperson – bei gleicher Drehzahl – die 3000 m erreicht. Wenn die Testperson eine niedrigere Leistung einstellt, so muss diese entsprechend schneller treten, um – auch wieder bei gleicher Drehzahl – die 3000 m zu erreichen. Bei einer Leistung von 130 W müsste die Testperson also 80 Umdrehungen pro Minute treten, um in genau 6 Minuten und 30 Sekunden die 3000 m zu erreichen.

## Bewertung der BFT-Leistungen
Die in den Einzeldisziplinen erreichten Leistungen werden (ähnlich wie beim leichtathletischen Zehnkampf) in ein Punktesystem umgerechnet. Zur besseren Vergleichbarkeit werden die physiologisch bedingten Leistungsunterschiede zwischen Frauen und Männern wie auch altersassoziierte Leistungsverluste durch ein Bonuspunktesystem ausgeglichen.
Um altersbedingte Leistungsverluste auszugleichen, wurde mit Hilfe von Literatur- und Datenanalysen (u. a. von mehr als 500.000 ausdauertrainierten Personen im Alter von 20 bis 80 Jahren) ein jährlicher BFT-Altersbonus 0,5% festgelegt, der ab dem 36. Lebensjahr gewährt wird und fairere Leistungsvergleiche zwischen unterschiedlich alten Personen ermöglicht.
Der im BFT-Bonuspunktesystem implementierte geschlechtsspezifische Zuschlag fällt in den Einzeldisziplinen unterschiedlich aus: Es sind 15 % beim Sprinttest, 40 % beim Klimmhang und 15 % beim 1000-m-Lauf. Zahlreiche Studien zeigen, dass bei Kraftleistungen der oberen Extremität die biologisch bedingten Unterschiede zwischen Frauen und Männern im Mittel etwa 40 % betragen. Bei zyklischen und azyklischen Laufleistungen liegen die Differenzen bei ca. 15 %.
Mit dem Bonuspunktesystem sollen nur die physiologisch bzw. genetisch bedingten Geschlechts- und Alterseinflüsse auf die erzielten BFT-Leistungen ausgeglichen werden. Verhaltensabhängige Faktoren (wie z. B. Rauchen, Fehlernährung, Bewegungsmangel), die Leistungs- und Alterungsprozesse überlagern und verstärken können, finden hingegen keine Berücksichtigung.